# Eois lucivittata
Eois lucivittata är en fjärilsart som beskrevs av W. Warren 1907. Eois lucivittata ingår i släktet Eois och familjen mätare. Inga underarter finns listade i Catalogue of Life.